# Molécules intégrantes
Het begrip molécules intégrantes werd door René Just Haüy (1743−1822) ingevoerd om het verschijnsel te verklaren dat een kristal, wanneer het barst of splijt, vaak in kleinere eenheden met dezelfde vorm uiteenvalt.
Het begrip werd later gekoppeld aan de leer van de kristalstructuur en omgezet in het huidige begrip eenheidscel.
Molecuul in zijn huidige natuurkundige betekenis werd voor het eerst in 1811 door Amedeo Avogadro gebruikt.